# Arnold Josefson
Arnold Robert Josefson, född 4 juni 1870, död 31 december 1946, var en svensk läkare.
Josefson blev medicine doktor vid Karolinska institutet 1903 (med avhandlingen Akromegali och hypofystumörer), blev docent i praktisk medicin samma år, samt organiserade och ledde 1906-08 Stockholms stads upplysnings- och understödsbyrå för tuberkulossjuka. Han var 1914-16 tillförordnad professor och 1914-19 överläkare vid Provisoriska sjukhuset i Stockholm, 1919-24 vid Maria sjukhus medicinska avdelning och från 1924 vid Sabbatsbergs medicinska avdelning. Josefons har bland annat utgett Om endokrina skelett- och utvecklingsrubbningar (1915), Vad betyda insöndringsorganen för vår kropp och själ? (1925), samt Om s.k. ischias och dess behandling (1927). Han erhöll professors namn år 1930.